# Wojna stuletnia Calakmul i Tikál
Wojny Calakmul i Tikál – konflikt zbrojny pomiędzy dwoma miastami-państwami Majów, między 537 a 744 rokiem n.e. Konflikt wybuchł wskutek walki o hegemonię na półwyspie Jukatan pomiędzy Calakmul i Tikál i zakończył się zwycięstwem Calakmul. Zakończenie konfliktu zapoczątkowało upadek cywilizacji Majów.

## Geneza konfliktu
4 maja 374 roku na tron Teotihuacán wstąpił Atlatl Cauac. Rządził ponad 65 lat. Podczas jego rządów, Teotihuacán rozpoczął ekspansję na półwysep Jukatan, docierając aż do terenów dzisiejszego Hondurasu. Wojskami Teotihuacanu dowodził generał Sihyaj K’ahk’, zdołał on zająć całe zagłębienie Péten (dzisiejsza Gwatemala). Na początku 378 roku zajął Tikál, a następnie Uaxactún. Prawdopodobnie w wyniku inwazji Teotihuacanu, 15 stycznia 378 roku zginął Chak Tok Ich’aak I, władca Tikál. Na jego miejsce Sihyaj K’ahk’ obsadził syna Atlatla, Yax Nuun Ayiina. On sam zaś przejął władzę w Uaxactun. Choć pojawienie się Sihyaj K’ahk’a w Péten spowodowało okres dużych wpływów centralnego Meksyku na ten obszar, do dziś do końca nie wiadomo, czy Teotihuacán rozszerzył swoje wpływy siłami militarnymi, czy też drogą pokojową.
Tikál i Calakmul (Kaan), podobnie jak greckie polis: Ateny i Sparta, przez wiele wieków rywalizowały ze sobą nawzajem. Były większe od pozostałych miast-państw Majów na Jukatanie i wciąż walczyły o hegemonię. Panowała między nimi względna równowaga sił. Około 500 roku, za czasów króla Yuknoom Ch’eena Kaan zaczynało powoli dominować nad sąsiednimi miastami, przez co zaniepokojone Tikál poczęło się zbroić.

## I faza konfliktu
Na początku wojny oba miasta zbierały sojuszników, zbroiły się i rozszerzały swoją dominację.
Pierwszy solidny dowód na politykę ekspansji Kaan pojawia się za panowania króla Tuun K’ab’ Hixa, który 5 maja 546 roku był obecny na ceremonii koronacji Aj Numsaaj Chan K’inicha (Aj Wosal), władcy Naranjo. Jest to dowodem na zależność Naranjo od Kaan. W tamtym czasie Kaan rozszerzyło swoje wpływy daleko na południe, aż do rzeki Usumacinta. Nie zdołało jednak roztoczyć swojej władzy ani nad samą rzeką, ani dalej, gdyż król Yaxchilán, K’inich Tatbu Skull II robił wówczas militarną karierę w tamtym rejonie i w 537 roku wziął do niewoli jednego z wasali (prawdopodobnie była to kobieta) Kaan.
Do wyraźnego zaostrzenia całego konfliktu doszło dopiero za panowania króla Kaan, Świadka Nieba. Postawił sobie on za cel zniszczenie Tikál. Do dziś nie jest wiadome dlaczego tak bardzo tego pragnął. Prawdopodobnie motywem jego decyzji była ekspansywna polityka nowej dynastii Tikál, pochodzącej pierwotnie z Teotihuacanu, który 200 lat wcześniej zajął to miasto-państwo, a teraz dokonywał dalszej ekspansji. Tikál około 560 roku, z oczywistych względów wspierane przez Teotihuacan, zdążyło bowiem rozszerzyć swoje wpływy na obszar ponad 20 tysięcy kilometrów kwadratowych oraz zająć strategiczne punkty na rzece Usumacinta, która była wówczas najważniejszym szlakiem handlowym Jukatanu. Choć Tikál dzięki temu kontrolowało tamtejszy handel i czerpało z tego korzyści, dominacja nad Usumacintą w praktyce nie przynosiła wielkich zysków, ani nie była szczególnie ważna. Mimo to, sam fakt dominacji Tikál nad tymi rejonami był nie do zniesienia dla Świadka Nieba. Być może częściowo przestraszony niebezpieczeństwem rosnącego w siłę przeciwnika, zdecydował się na atak wyprzedzający. Zajęcie przez Tikál Usumacinty było więc przyczyną bezpośrednią rozpoczęcia przez Świadka Nieba planowania wielkiego militarnego ataku na swego odwiecznego rywala.

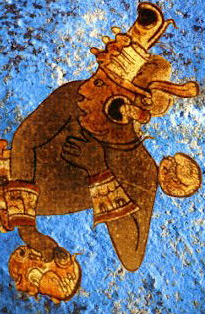
Wojownik z Bonampak, miasta będącego wasalem Kaan w czasie wojny.

## Bitwa pod Tikál
Świadek Nieba przyjął strategię, która zakładała otoczenie Tikál pierścieniem sojuszniczych miast-państw, a następnie przypuszczenie masowego ataku na wroga ze wszystkich stron. Najważniejszym dla Kaan sojusznikiem miał stać się Caracol, wasal Tikál, choć jego wielkość przekraczała dwukrotnie wielkość swego suwerena (miał aż 115 tysięcy mieszkańców). Tikál obrało na króla Caracol Yajaw Te’ K’inicha II w 553 roku. Jednak Caracol było wyraźnie niezadowolone z bycia wasalem Tikál i zaledwie po trzech latach, w kwietniu 556 roku, doszło do załamania relacji Tikál-Caracol i miasto, częściowo za sprawą namowy Świadka Nieba, przeszło na stronę Kaan.
Dzięki wsparciu wojsk Caracol, Świadek Nieba mógł na początku lat 60. VI wieku n.e. doprowadzić swój plan do końca. Stało się to ostatecznie w 562 roku. Miasta Majów nie były jednak w stanie utrzymywać stałych armii, a jedynie powołać wojsko na krótki okres, dlatego cała strategia musiała być precyzyjna, bo każdy dzień utrzymywania wojska sprawiał, że miasta-państwa doznawały stosunkowo dużych strat ekonomicznych.
Wojska Caracol i Kaan szły na wspólnego wroga z przeciwnych kierunków chcąc zaatakować go równocześnie z dwóch stron. Obie armie miały do Tikál drogę równą mniej więcej 100 kilometrów. Do zmasowanego ataku obu armii na Tikál doszło ostatecznie rano 29 kwietnia 562 roku. Tikál zostało złupione, a król Tikál, Wak Chan K’awiil, prawdopodobnie zabity. Możliwe, że została wówczas zniszczona cała dynastia, gdyż następny król ma już nieco inne pochodzenie genealogiczne od swego poprzednika.
Dla Tikál rozpoczął się ciężki okres. Mieszkańcy zmuszeni zostali do uznania siebie za wasali Calakmul, a w mieście przez najbliższe 130 lat nie powstał ani jeden datowany monument.

## II faza konfliktu
Tikál potrzebowało blisko półtora wieku żeby podnieść się po tej klęsce, jednak na niekorzyść Calakmul, w końcu im się to udało. W dużej mierze dokonał tego król Nuun Ujol Chaak, który wstąpił na tron Tikál w 657 roku i pragnął przywrócić mu jego dawną świetność.
Udało mu się podporządkować dotychczasowego sojusznika Calakmul – Naranjo. Z jego pomocą zaatakował Caracol, wciąż najsilniejszego sojusznika Calakmul. Calakmul zmobilizował wojsko, aby pomóc sojusznikowi. Rozpoczęła się druga faza konfliktu, trwająca około 22 lata, która objęła całą centralną część półwyspu Jukatan. Doprowadziła do wyniszczenia wielu miast, łącznie ze wspomnianymi czterema. Najbardziej ucierpiało Tikál, które oprócz wojny z Calakmul, miało przez wiele lat do czynienia z wojną domową. Jednak zapał Nuun Ujol Chaaka, podobny do dawnego zapału Świadka Nieba, nie pozwolił upaść Tikál całkowicie. Co więcej, Tikál było w stanie wystawić jeszcze przeciwko Calakmul dość liczne wojsko.
Do ostatecznej bitwy tej wojny doszło 30 kwietnia 679 roku. Nuun Ujol Chaak dowodził armią Tikál, Naranjo i pomniejszych sojuszniczych miast, która stanęła naprzeciw połączonej armii Calakmul, Caracol i Dos Pilas, dowodzonej przez władcę tego ostatniego, B’alaj Chan K’awiila. Na półwyspie Jukatan bardzo rzadko dochodziło do tak wielkich i bezpośrednich bitew na otwartym polu. Bitwa zakończyła się zwycięstwem Calakmul i jego sojuszników. Choć nie ma nigdzie dowodów o zabiciu lub wzięciu do niewoli króla Tikál, Nuun Ujol Chaaka, to istnieje hipoteza, że został on zabity z rąk lub na rozkaz B’alaj Chan K’awiila.
Wojna zakończyła się zwycięstwem Calakmul.

## Wydarzenia po wojnie
Zaledwie 15 lat po wojnie, syn poległego króla Tikál, Jasaw Chan Kʼawiil I zdołał odbudować część wojska i stał się realnym zagrożeniem dla niedawnych zwycięzców. 5 sierpnia 695 roku armia Calakmul i jego sojuszników zmierzyła się po raz kolejny z wojskami Tikál. Wojska Calakmul poniosły druzgocącą klęskę. Niespodziewanie zwycięstwo wojsk Tikál przywróciło mu dawną chwałę. Calakmul nigdy już nie podniosło się po tej porażce, a ona sama zapoczątkowała upadek cywilizacji Majów. Zwycięski Tikál przetrwał jeszcze około stu lat, ale po tym czasie również zaczął podupadać. Stopniowo znikały kolejne dynastie, a populacja na przestrzeni kilkudziesięciu lat zmalała aż czterokrotnie. Ostatnia odnaleziona rzeźbiona inskrypcja z Tikál datowana jest na 869 rok.

## III faza konfliktu
Następca pokonanego w 695 Yich’aak K’ahka, Yuknoom Took’ K’awiil, nadal zdołał utrzymać panowanie nad El Perú, Dos Pilas i La Corona.
W 736 K’ahk’ Tiliw Chan Yopaata, władcę niewielkiego ośrodka Quirigua, które było przez wiele lat pod kontrolą władców Copán (sojuszników Tikál), odwiedził Wamaw K’awiil, władca Calakmul. Dwa lata później (być może przy wsparciu Calakmul) K’ahk’ Tiliw Chan Yopaat pokonał w bitwie, wziął do niewoli i ściął swojego seniora Waxaklajuun Ub’aah K’awiil, króla Copán.
W 744 roku Tikal pokonało Naranjo. Jego władca Yax Mayuy Chan Chaak został wzięty do niewoli i prawdopodobnie złożony w ofierze podczas obchodów zwycięstwa w Tikal.

## Długoterminowe skutki konfliktu
Długoterminowym skutkiem trwającego wiele wieków konfliktu między Calakmul i Tikál jest zapoczątkowanie upadku całej cywilizacji Majów w tym rejonie. Doprowadziły do tego wieloletnie wyniszczające walki o nieliczne żyzne tereny. Choć, od maja do grudnia każdego roku ma miejsce pora deszczowa, rejony środkowego Jukatanu są niezwykle podatne na susze. Większość wody przynoszonej przez porę deszczową szybko wsiąka głęboko w grunt, z uwagi na szeroko rozpowszechnione tam spękane skały wapienne. Wprawdzie na tym terenie znajdują się liczne bagna, jeziora i studnie, zwane cenote, ale wiele z nich cechuje wysokie zasolenie. Dlatego każdy teren, który miał zapewnione względnie regularne dostawy wody pitnej, był nierzadko z niezwykłą zawziętością chroniony przez panujące nad nim miasto-państwo.
Dowodem wpływu wojny na zapoczątkowanie upadku cywilizacji Majów na środkowym Jukatanie może być kontrast między nim a miastami Majów na północnym Jukatanie, takim jak np. miasto Chichén Itzá, które zdołało przeżyć susze dzięki skupieniu się na handlu i nie wdawaniu się w wyniszczające konflikty.